# Фористелл (Міссурі)
Фористелл (англ. Foristell) — місто (англ. city) в США, в окрузі Воррен штату Міссурі. Населення — 550 осіб (2020).

## Географія
Фористелл розташований за координатами 38°48′46″ пн. ш. 90°58′6″ зх. д. / 38.81278° пн. ш. 90.96833° зх. д. (38.812666, -90.968426).  За даними Бюро перепису населення США в 2010 році місто мало площу 14,55 км², з яких 14,31 км² — суходіл та 0,24 км² — водойми.

## Демографія
Згідно з переписом 2010 року, у місті мешкало 505 осіб у 192 домогосподарствах у складі 151 родини. Густота населення становила 35 осіб/км².  Було 208 помешкань (14/км²).
Расовий склад населення:
| - 93,3 % — білих - 3,6 % — чорних або афроамериканців - 0,2 % — корінних американців - 0,2 % — азіатів |

До двох чи більше рас належало 2,0 %. Частка іспаномовних становила 0,8 % від усіх жителів.
За віковим діапазоном населення розподілялося таким чином: 23,0 % — особи молодші 18 років, 62,7 % — особи у віці 18—64 років, 14,3 % — особи у віці 65 років та старші. Медіана віку мешканця становила 44,8 року. На 100 осіб жіночої статі у місті припадало 106,1 чоловіків;  на 100 жінок у віці від 18 років та старших — 110,3 чоловіків також старших 18 років.
Середній дохід на одне домашнє господарство  становив 84 053 долари США (медіана — 74 500), а середній дохід на одну сім'ю — 92 433 долари (медіана — 77 708). Медіана доходів становила 59 688 доларів для чоловіків та 46 250 доларів для жінок. За межею бідності перебувало 7,6 % осіб, у тому числі 17,6 % дітей у віці до 18 років та 0,0 % осіб у віці 65 років та старших.
Цивільне працевлаштоване населення становило 261 осіб. Основні галузі зайнятості: освіта, охорона здоров'я та соціальна допомога — 19,9 %, науковці, спеціалісти, менеджери — 12,6 %, будівництво — 12,3 %.